# Sagittarius A
A região central  de nossa galáxia, a Via-Láctea, é conhecida como uma fonte de rádio compacta chamada Sagitarius A (Sgr A), localizada no céu na constelação de Sagittarius. 

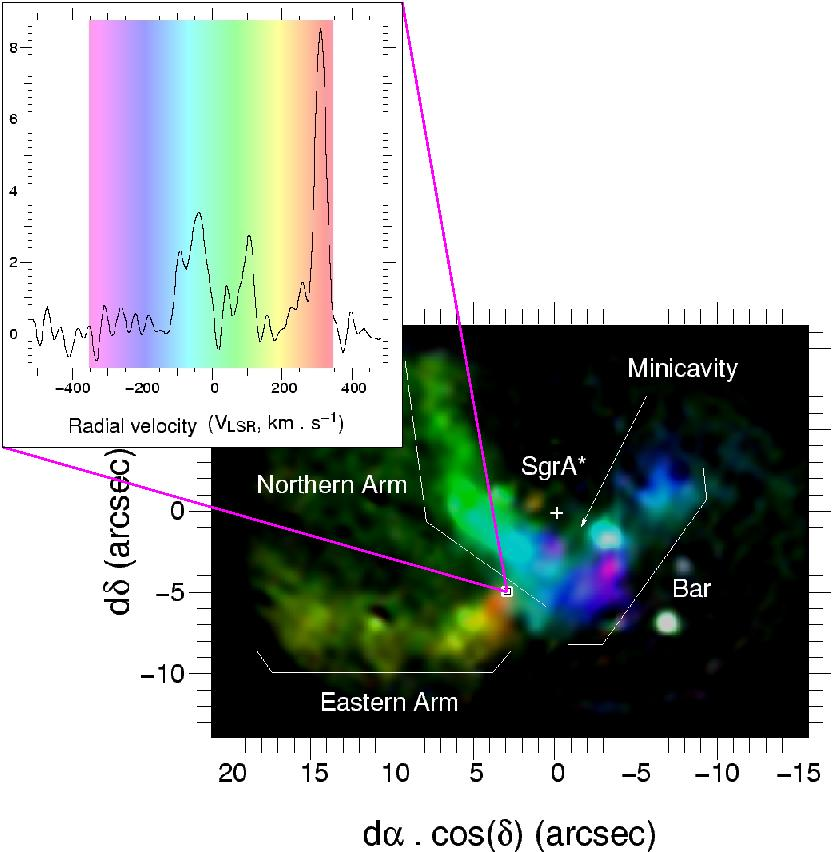
Brilho superficial e campo de velocidade da parte interna de Sagittarius A Oeste

É dividida em três componentes: os remanescentes da supernova Sagittarius A Leste, a espiral Sagittarius A Oeste e a forte e compacta fonte de rádio no centro da espiral Sagittarius A*. As três se sobrepõem.
Até há poucos anos, o centro da Via-Láctea só era acessível em rádio, devido à grande quantidade de poeira cósmica no plano da nossa galáxia que impede sua observação ótica. Há cerca de 20 anos, aperfeiçoaram-se detectores na faixa infravermelha do espectro, que permitem observar através da poeira. Tornou-se possível, então, medir velocidades de estrelas individuais no centro da Via Láctea através de imagens (os chamados movimentos próprios) e espectroscopia (velocidades radiais). 
Os astrônomos alemães Eckart & Genzel (1996, 1997) vêm acumulando medidas das velocidades das estrelas no centro da galáxia e recentemente publicaram o resultado obtido ao juntar os dados de cerca de 200 estrelas observadas: eles concluíram que as velocidades das estrelas crescem em direção ao núcleo da Via-Láctea de acordo com a Lei de Kepler (para o movimento de partículas em torno de uma massa central), até a mínima distância ao centro possível de ser resolvida (cerca de uma semana-luz). As velocidades observadas indicam uma densidade central maior do que 2x1012 massas solares por parsec cúbico, que é muito mais alta do que a que permite a existência de um aglomerado estelar estável. A única conclusão possível é que existe no centro da Via Láctea um buraco negro supemassivo de massa de mais de quatro milhões de massas solares o qual recebe o nome da constelação em que está situado.